# Renegade (Richard Benson)
Renegade è il secondo singolo del cantante e chitarrista italiano Richard Benson pubblicato nel 1984 dall'etichetta discografica Golden Sound.

## Descrizione
La prima canzone del disco, Renegade, è una vera e propria synth pop ballad; le chitarre, suonate sia da Tamborrelli che da Benson, sono distorte con l'effetto flanger, mentre il testo viene cantato in inglese sempre dall'artista anglo-italiano.
Il Lato B, Flash Back, presenta tonalità leggermente più vicine al rock e fa trasparire atmosfere più cupe rispetto al brano precedente, a causa dei synth artificialmente scordati nel ritornello.
Nel pezzo è anche presente un basso sintetizzato che funge da ossatura delle strofe a cui segue un assolo di chitarra elettrica suonato dallo stesso Richard Benson. Come successivamente confermato dall'autore in un'intervista, le linee strumentali eseguite dalle tastiere gli sono state di ispirazione nella posteriore realizzazione di uno dei suoi brani più famosi, Madre Tortura, contenuto nell'omonimo album Madre tortura.
Nel corso di un'intervista, Benson affermò che il brano era inizialmente destinato a Shalpy, a cui però non piacque; dopo il rifiuto del cantante parmigiano, l'impresario Pino Marcucci affidò Renegade al chitarrista romano, che ne cambiò radicalmente il testo.

## Curiosità
Per decenni questo disco è risultato molto raro, tanto che in più occasioni ne è stata messa in dubbio l'esistenza.
Nel 2015 un anonimo ha pubblicato su YouTube vari brani, a suo dire digitalizzati da una musicassetta, che sarebbero inediti di Richard Benson, tra cui uno di genere elettronico intitolato Renegade. Tutti questi video sono ritenuti falsi e non credibili a causa dei disturbi audio costanti e probabilmente aggiunti al computer, ed in quanto almeno alcuni dei brani sarebbero stati identificati come opera di altri autori.
Il 16 febbraio 2019, viene infine pubblicato da un altro utente, il lato A del disco, Renegade, documentando per la prima volta in internet l'esistenza di tale brano, mentre il lato B, Flash Back, viene reso pubblico il 22 febbraio.

## Tracce
1. Renegade – 3:20 (Aldo Tamborrelli, Giuseppe Marcucci, Richard Benson)
2. Flash Back – 3:25 (Aldo Tamborrelli, Giuseppe Marcucci, Richard Benson)

Durata totale: 6:45